# Quận Caldwell, North Carolina
Quận Caldwell là một quận hạt tại tiểu bang Bắc Carolina, Hoa Kỳ.  Tại thời điểm năm 2000, quận có dân số 77.415 người. Quận lỵ đóng ở Lenoir6.

## Địa lý
Theo Cục điều tra dân số Hoa Kỳ, quận có tổng diện tích 474 dặm Anh vuông (1.228 km²), trong đó, 472 dặm Anh vuông (1.221 km²) là diện tích đất và 3 dặm Anh vuông (7 km²) trong tổng diện tích (0,57%) là diện tích mặt nước.

### Các quận giáp ranh
- Quận Watauga, Bắc Carolina - Bắc
- Quận Wilkes, Bắc Carolina - Đông bắc
- Quận Alexander, Bắc Carolina - Đông
- Quận Catawba, Bắc Carolina - Đông nam
- Quận Burke, Bắc Carolina - Nam
- Quận Avery, Bắc Carolina - Tây bắc

### Khu bảo tồn quốc gia
- Blue Ridge Parkway (một phần)
- Pisgah National Forest (một phần)

## Thông tin nhân khẩu
Theo cuộc điều tra dân số2 tiến hành năm 2000, quận này có dân số 77.415 người, 30.768 hộ, và 22.399 gia đình sinh sống trong quận này. Mật độ dân số là 164 người trên mỗi dặm Anh vuông (63/km²). Đã có 33.430 đơn vị nhà ở với một mật độ bình quân là 71 trên mỗi dặm Anh vuông (27/km²).  Cơ cấu chủng tộc của dân cư sinh sống tại quận này gồm 91,74% người da trắng, 5,46% người da đen hoặc người Mỹ gốc Phi, 0,21% người thổ dân châu Mỹ, 0,39% người gốc châu Á, 0,03% người các đảo Thái Bình Dương, 1,42% từ các chủng tộc khác, và 0,76% từ hai hay nhiều chủng tộc.  2,49% dân số là người Hispanic hoặc người Latin thuộc bất cứ chủng tộc nào.
Có 30,768 hộ trong đó có 31,10% có con cái dưới tuổi 18 sống chung với họ, 57,30% là những cặp kết hôn sinh sống với nhau, 11,00% có một chủ hộ là nữ không có chồng sống cùng, và 27,20% là không gia đình. 23,10% trong tất cả các hộ gồm các cá nhân và 9,00% có người sinh sống một mình và có độ tuổi 65 tuổi hay già hơn.  Quy mô trung bình của hộ là 2,48 còn quy mô trung bình của gia đình là 2,89,
Phân bố độ tuổi của cư dân sinh sống trong huyện là 23,40% dưới độ tuổi 18, 7,80% từ 18 đến 24, 30,50% từ 25 đến 44, 25,10% từ 45 đến 64, và 13,30% người có độ tuổi 65 tuổi hay già hơn.  Độ tuổi trung bình là 38 tuổi. Cứ mỗi 100 nữ giới thì có 97,60 nam giới. Cứ mỗi 100 nữ giới có độ tuổi 18 và lớn hơn thì, có 95,40 nam giới.
Thu nhập bình quân của một hộ ở quận này là $35.739, và thu nhập bình quân của một gia đình ở quận này là $41.665, Nam giới có thu nhập bình quân $28.820 so với mức thu nhập $21.850 đối với nữ giới. Thu nhập bình quân đầu người của quận là $17.353, Khoảng 7,60% gia đình và 10,70% dân số sống dưới ngưỡng nghèo, bao gồm 14,10% những người có độ tuổi 18 và 11,90% là những người 65 tuổi hoặc già hơn.

## Các thành phố và thị xã
- Blowing Rock
- Cajah's Mountain
- Cedar Rock
- Collettsville
- Gamewell
- Granite Falls
- Hudson
- Lenoir
- Sawmills
- Northlakes
- Rhodhiss